# Anolis wermuthi
Anolis wermuthi là một loài thằn lằn trong họ Polychrotidae. Loài này được Köhler & Obermeier miêu tả khoa học đầu tiên năm 1998.